# Chinnavedampatti
Chinnavedampatti è una suddivisione dell'India, classificata come town panchayat, di 10.349 abitanti, situata nel distretto di Coimbatore, nello stato federato del Tamil Nadu. In base al numero di abitanti la città rientra nella classe IV (da 10.000 a 19.999 persone).

## Geografia fisica
La città è situata a 11° 05' 08 N e 76° 58' 31 E.

## Società

### Evoluzione demografica
Al censimento del 2001 la popolazione di Chinnavedampatti assommava a 10.349 persone, delle quali 5.323 maschi e 5.026 femmine. I bambini di età inferiore o uguale ai sei anni assommavano a 1.046, dei quali 523 maschi e 523 femmine. Infine, coloro che erano in grado di saper almeno leggere e scrivere erano 7.264, dei quali 4.197 maschi e 3.067 femmine.